# Die Landstreicher
Die Landstreicher (Vagabonderna) är en operett i ett förspel och två akter med musik av Carl Michael Ziehrer och libretto av Leopold Krenn och Karl Lindau.

## Historia
Den hade premiär på den 26 juli 1899 på sommarteatern Vendig in Wien i nöjesparken Pratern i Wien. Av Ziehrers 22 operetter är det endast Die Landstreicher som har uppförts med en viss regelbundenhet. Handlingen rör sig kring ett äkta par som råkar i svårigheter efter att ha hittat en summa pengar och ett diamanthalsband. Publiken gillade stycket och särskilt valsen "Sei gepriesen du lauschige Nacht" och marschen "Der Zauber der Montur" slog an. Under flera somrar uppfördes operetten fler än 1500 gånger.
Ziehrer ville dock aldrig erkänna att valssången "Sei gepriesen du lauschige Nacht" var ett plagiat på en 40 år gammal vals av Johann Strauss den yngre: Spiralen från 1858. Ziehrer hade ofta haft med Straussvalsen i sina konsertprogram men valsen försvann abrupt från Ziehrers repertoar vid tiden då han komponerade Die Landstreicher. En jämförelse mellan Ziehrers valssång och inledningsmelodin (valstema 1A) till Strauss vals Spiralen lämnar inget tvivel om varifrån källan till Ziehrers melodi var. Strauss själv levde inte tillräckligt länge för att kunna höra likheten: han avled sjutton dagar före operettens premiär.

## Personer
| Roller                                                                        | Röstläge                | Premiärbesättning 26 jjli 1899 (Dirigent: Carl Michael Ziehrer) |
| ----------------------------------------------------------------------------- | ----------------------- | --------------------------------------------------------------- |
| Berta Fliederbusch, vagabond                                                  | sopran                  | Poldi Augustin                                                  |
| August Fliederbusch, hennes make, också vagabond                              | tenor                   | Franz Glawatsch                                                 |
| Mimi, en dansös                                                               | sopran                  |                                                                 |
| Prins Adolar Gilka                                                            | tenor eller baryton     | Siegmund Steiner                                                |
| Anna Gratwohl                                                                 | sopran                  |                                                                 |
| Roland                                                                        | tenor                   | Rudolf del Zopp                                                 |
| Löjtnant Mucki von Rodenstein                                                 | mezzosopran eller tenor | Ludmilla Gaston                                                 |
| Löjtnant Rudi von Muggenheim                                                  | sopran elle baryton     | Anton Matscheg                                                  |
| Kampel, hovman                                                                | bas                     | Max Schönau                                                     |
| Gratwohl, värdshusvärd, Annas fader                                           | baryton eller bas       | Vali Paak                                                       |
| Leitgeb, hotellägare                                                          | baryton                 |                                                                 |
| Frau Leitgeb                                                                  | kontraalt               |                                                                 |
| Stöber, ledare för en manskör                                                 | tenor eller baryton     |                                                                 |
| Lajos von Geletneky, en målare                                                | tenor eller baryton     |                                                                 |
| Dansare, husor, kypare, bönder, sommarbesökare, sångare, utklädda gäster etc. |                         |                                                                 |